# San Rafael (Chile)
San Rafael es una  comuna y pueblo, ubicada en la zona central de Chile, en la provincia de Talca, región del Maule. Limita al norte con las comunas de Sagrada Familia y Molina, ambas en la provincia de Curicó, al sur con las comunas de Pelarco y Talca, al oeste con la comuna de Pencahue y al este con la comuna de Río Claro.
Integra junto con las comunas de Constitución, Curepto, Curicó, Empedrado, Hualañé, Licantén, Maule, Molina, Pelarco, Pencahue, Rauco, Río Claro, Romeral, Sagrada Familia, San Clemente, Talca, Teno y Vichuquén el distrito 17 (diputados), y la 9.ª Circunscripción (senadores), que representa toda la región del Maule.

## Historia
Centro de reunión de los fundos vecinos de la zona, San Rafael nació en el siglo XIX y se mantuvo por décadas como un caserío cuya actividad se basaba en la agricultura. 
A partir de 1995 su actividad crece con su separación de la comuna de Pelarco, estableciéndose por ley la comuna de San Rafael. Dicha escisión produjo un alza en la importancia de San Rafael, que, al estar contigua a la Carretera Panamericana Sur (Ruta CH-5) empezó a ser vista como un creciente poblado y punto de prestación de servicios entre Curicó y Talca, las dos grandes metrópolis regionales. El sostenido crecimiento sanrafaelino se ha visto reflejado en un mejoramiento de la infraestructura, con más servicios públicos y una expansión relativa del comercio. La comuna sobrepasó en población a Pelarco y ha sobrepasado su núcleo original con crecientes poblaciones.

## Medio ambiente

### Geomorfología y componentes abióticos

Trazado simplificado de los ecosistemas y cuerpos de agua presentes en la comuna de San Rafael.

La comuna de San Rafael se encuentra emplazada en las unidades geomorfológicas de Cordillera de la costa y Llano central fluvio-glacio-volcanico; y presenta según la clasificación climática de Köppen clima mediterráneo de lluvia invernal (Csb). Esta además se halla entre las cuencas hidrográficas de río Mataquito y río Maule. Además, la comuna posee diversos cuerpos de agua, entre los que se destacan el río Claro.

### Componentes bióticos
Dentro del territorio de la comuna se puede encontrar el siguiente ecosistema:
- Bosque espinoso mediterráneo interior donde predominan Acacia caven y Lithrea caustica (En peligro)

### Medidas de protección ambiental y conflictos socioambientales
Hasta 2022, la comuna de San Rafael cuenta con un área territorial destinada a la protección ambiental:
- Alstroemerias de San Rafael (Sitios ERB)[10]

## Demografía
La comuna de San Rafael abarca una superficie de 263,5 km² y una población de 7.674  habitantes (censo INE año 2002), correspondientes a un 0,77% de la población total de la región y una densidad de 29,12 hab/km². Del total de la población, 3.771 son mujeres (7,51%) y 3.903 son hombres (7,78%). Un 1,94% (4192 háb.) corresponde a población rural, y un 1,61% (3.482 hábs.) corresponde a población urbana . El índice de masculinidad de la comuna (razón hombres:mujeres) es de 103,5. Entre 1992 y 2002, la población de la comuna aumentó en un 6,5%. 
En el pueblo de San Rafael, que tiene una extensión de 2,14 km², vivían en 2002, 3.482 personas, de las cuales, 1.719 eran hombres y, 1.763 eran mujeres, y había 1.044 viviendas. La comuna consta de una importante población joven, que por lo general viaja diariamente a la ciudad de Talca, de la que dista 20 km, donde se encuentran los colegios y lugares de trabajo.

## Administración

### Municipalidad
La Municipalidad de San Rafael para el periodo 2021-2024 es dirigida por la alcaldesa Claudia Alejandra Díaz Bravo (Partido Demócrata Cristiano - Unidos Por la Dignidad) y el concejo municipal conformado por los concejales:
- Franco Enrique Garrido Ramírez (Renovación Nacional)
- Emilio José Yáñez Moraga (IND - Chile Vamos UDI - IND)
- David Felipe González González (Unión Demócrata Independiente)
- Basilio Octavio Pérez Díaz (Partido Radical de Chile)
- Luis Sergio Moraga Durán (Partido Demócrata Cristiano)
- Marcela Rosa Pacheco Molina (Partido Demócrata Cristiano)

### Representación parlamentaria
San Rafael forma parte de la Circunscripción Senatorial IX y del Distrito Electoral 17. Es representada en la Cámara de Diputados del Congreso Nacional por los siguientes diputados:
- Jorge Guzmán Zepeda (Evolución Política)
- Felipe Donoso Castro (Unión Demócrata Independiente)
- Hugo Rey Martínez (Renovación Nacional)
- Alexis Sepúlveda Soto (Partido Radical de Chile)
- Benjamín Moreno Bascur (Partido Republicano de Chile)
- Mercedes Bulnes Núñez (IND - RD)
- Francisco Pulgar Castillo (IND - Centro Unido)

En el Senado, la representan:
- Paulina Vodanovic Rojas (PS)
- Juan Antonio Coloma Correa (UDI)
- Juan Castro Prieto (IND - RN)
- Ximena Rincón González (PDC)
- Rodrigo Galilea Vial (RN)

## Economía
La economía de San Rafael siempre ha estado ligada a la agricultura. No obstante, esta ha sufrido grandes cambios en la última década. Además de la tradicional agricultura de cereales y hortalizas, los viñedos han ido marcando importante presencia con la llegada de múltiples multinacionales vitivinícolas que han potenciado los feraces suelos de la comuna. 
En 2018, la cantidad de empresas registradas en San Rafael fue de 144. El Índice de Complejidad Económica (ECI) en el mismo año fue de -0,79, mientras que las actividades económicas con mayor índice de Ventaja Comparativa Revelada (RCA) fueron Cultivo de Remolacha (926,49), Cultivo de Uva Destinada a Producción de Vino (127,72) y Extracción de Piedra, Arena y Arcilla (29,48).

## Servicios
La comuna posee una iglesia católica y evangélica, siete escuelas, ubicadas en el pueblo y sectores rurales a saber, Escuela El Milagro, Escuela Pangue Arriba, Escuela Pangue Abajo, Escuela Dante Roncagliolo (Pelarco Viejo), Escuela San Rafael, Escuela Alto Pangue y el colegio "Santa Madre de Dios", un gimnasio y un policlínico. La Municipalidad hoy se sitúa en un moderno edificio construido con fondos regionales y nacionales. Cabe mencionar que la biblioteca municipal está muy bien dotada de libros como de una buena red de computadores conectados a internet.

## Cultura

### Festividades
El último domingo de septiembre se celebra el día de oración por Chile, con la procesión de la Virgen del Carmen por las calles de la comuna. En el mes de septiembre se realiza el Te Deum católico, donde asisten las principales autoridades de la comuna. La semana sanrafaelina se celebra en el mes de febrero.